# Galle Face Hotel
Galle Face Hotel — старейший отель восточнее Суэца, построенный в Коломбо (Шри-Ланка) в 1864 году. Расположенный по адресу Коломбо 03, Галле роуд, 2, Galle Face входит в состав корпорации отелей Цейлона и является членом избранных международных отелей и курортов. Нынешний глава отеля — Санджив Гардинер (англ. Sanjeev Gardiner), вступил в должность после смерти своего отца, Сирила Гардинера (англ. Cyril Gardiner), в 1997 году.

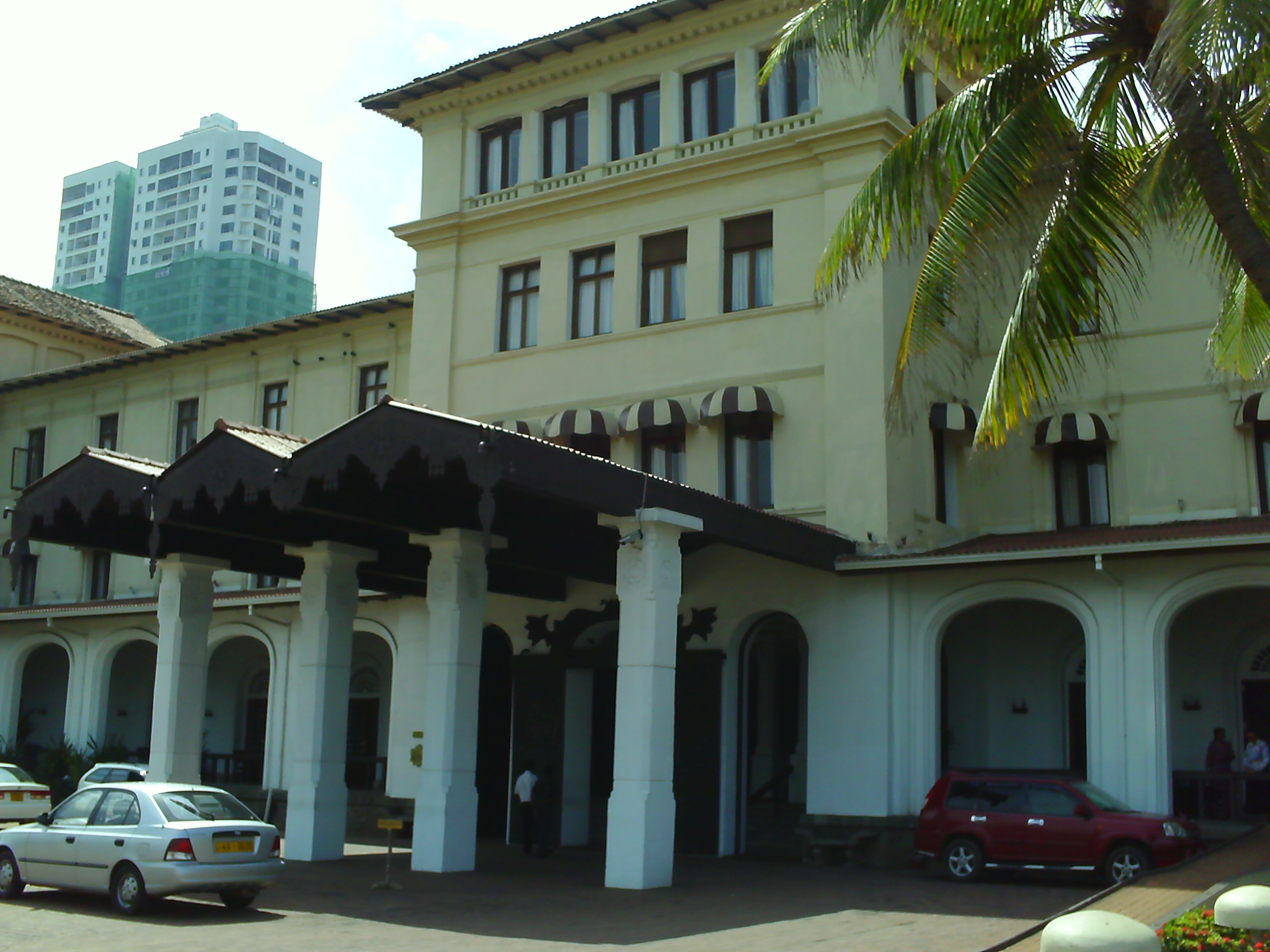
Центральный вход в отель Galle Face.

Отель Galle Face включён в книгу Патрисии Шульц «1000 мест, которые надо посетить, прежде чем умереть». Также два года подряд (в июне 2010 года и июне 2011 года) отель становился обладателем премии туризма и путешествия Шри-Ланки (англ. Presidential Awards for Travel and Tourism of Sri Lanka) в номинации «Лучший семейный отель».

## История
Отель был первоначально построен четырьмя британскими предпринимателями в 1864 году. Он был так назван в честь променада Galle Face Green, находящегося через дорогу. Изначально это была голландская вилла, называемая Galle Face Housе. Между 1870 и 1894 годами была выкуплена земля для расширения отеля. В 1894 году архитектор Томас Скиннер завершил классическое крыло, его фасад в значительной степени сохранился нетронутым до наших дней, хотя и с многими переделками..
Звёзды Цейлона — Миньона Фернандо и «Реактивные лайнеры» — регулярно развлекали гостей в Кокосовой роще, ночном клубе при отеле. Место встречи даже упоминалось в популярной песне середины XX века. Радио Цейлон записывало свои музыкальные программы в Кокосовой роще, а также в самом Galle Face Hotel, с такими из популярных дикторов Радио Цейлон в 1950-х и 1960-х годов как Ливи Виджеманне и Вернон Кореа.. Тысячи слушали передачи, в частности, «Канун нового года» из Galle Face Hotel.
Д.Ж. Вильям (известный как Galle Face William'), профсоюзный лидер из Ланка Сама Самаджа Парти, сначала работал и создавал профсоюз здесь. Артур Кларк, известный автор научно-фантастических произведений, написал последние главы «3001: Последняя одиссея» в этом отеле..
Регенси, отреставрированное южное крыло отеля, было завершено в начале 2006 года. Оно позиционируется как роскошное крыло отеля.

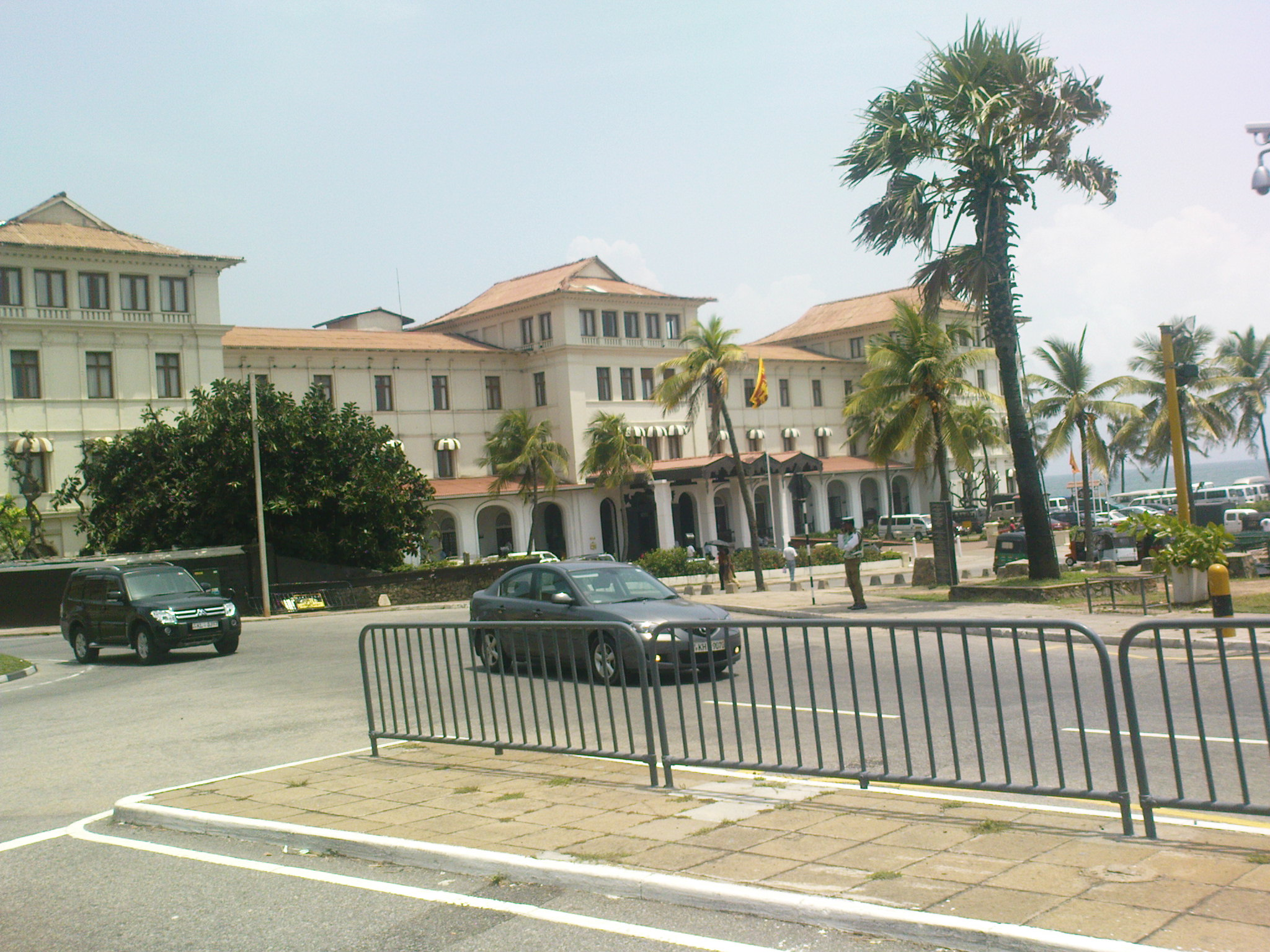
Другой вид на вход отеля.

В отеле также работает старейший представитель мирового гостиничного бизнеса швейцар Коттарапатту Чатту («КЦ») Куттан. Придя в гостиницу мальчиком на побегушках в 1942 году, он продолжает служить.

## Известные гости
Известными гостями были первый человек в космосе Юрий Алексеевич Гагарин; Джон Рокфеллер; британский премьер-министр Эдвард Хит; Александра, принцесса Датская; принц Филипп; журналист Эрик Эллис и фотограф Палани Мохан; Садруддин Ага-хан; Хирохито; Роджер Мур; Кэрри Фишер; Ричард Никсон; Лорд Луис Маунтбеттен, последний вице-король Индии и Маршал Иосип Броз Тито.

## Особенности отеля

### Рестораны
В отеле четыре ресторана. Это ресторан морепродуктов «Брызги моря», подающий ежедневный изысканный ужин, элитный ресторан «1864», винный погребом в виде классического английского паба, называемого «На зеленой» и буфет-ресторан, известный как «Веранда».. Открытая «Веранда» служит местом расположения дневного буфета «High Tea Buffet».

### Музей
В отеле есть музей и картинная галерея в крыле «Регенси». В музее находится автомобиль, принадлежавший принцу Филиппу Эдинбургскому, и несколько других памятных вещей из истории гостиницы.

### Бассейн
Отель располагает своим маленьким бассейном, в непосредственной близости от Индийского океана.

### Шахматная доска
Площадка из чёрных и белых квадратов, известная как «Шахматная доска», находится рядом с рестораном Брызги моря. Это место пользуется популярностью у желающих понаблюдать закат.